# Гронський Едуард Едуардович
Едуард Едуардович Гронський (15 січня 1929, м. Жмеринка, нині Вінницька область — 20 серпня 2011, м. Тернопіль) — український архітектор.

## Життєпис
Едуард Гронський народився 15 січня 1929 року в місті Жмеринці, нині Вінницької области України.
Закінчив Львівський політехнічний інститут (1954, нині національний університет «Львівська політехніка»). Працював за спеціальністю в Тернополі в організації «Облпроект» (1954—1956), головним архітектором міста (1956—1973), в «Діпроцивільпромбуді» (1973—1983), Всесоюзному проектно-конструкторському технічному інституті «Світло» (1983—1989). Виконав проєкти відбудови й реконструкції замку в смт Вишнівець Збаразького району, готелю «Україна», будівництва ансамблю торгово-кооперативного технікуму, приміщення «Діпроцивільпромбуду», виробничого комплексу інституту ВПКТІ «Світло», майдану Волі, монумента Слави в однойменному парку, житлових будинків, фонтану «Каскад» у Тернополі.
Заарештований радянською владою.
Помер 20 серпня 2011 року в Тернополі. Похований на Микулинецькому цвинтарі.